# Ричард Сеърфос
Ричард Алан Сеърфос (на английски: Richard Alan Searfoss) е американски тест пилот и астронавт на НАСА, участник в три космически полета.

## Образование
Ричард Сеърфос завършва колеж в Портсмът, Ню Хампшър през 1974 г. През 1978 г. се дипломира като бакалавър по аерокосмическо инженерство в Академията на USAF, Колорадо Спрингс, Колорадо. През 1979 г. получава магистърска степен по аеронавтика от Калифорнийския технологичен институт в Пасадина.

## Военна кариера
Ричард Сеърфос завършва школа за пилоти през 1980 г. в авиобазата Уилямс, Аризона. От 1981 до 1984 г. служи във Великобритания и лети на среден стратегически бомбардировач F-111. През 1987 г. става инструктор на същата машина в авиобаза в Айдахо. През 1988 г. завършва школа за тест пилоти и започва работа в авиобазата Едуардс, Калифорния. В кариерата си има повече от 5800 полетни часа на 71 различни типа самолети.

## Служба в НАСА
Ричард А. Сеърфос е избран за астронавт от НАСА на 17 януари 1990 г., Астронавтска група №13. Завършва успешно курса на обучение през юли 1991 г. Взима участие в три космически полета и има 939 часа в космоса.

### Полети
| Космически полети на Ричард Алан Сеърфос                 | Космически полети на Ричард Алан Сеърфос | Космически полети на Ричард Алан Сеърфос | Космически полети на Ричард Алан Сеърфос | Космически полети на Ричард Алан Сеърфос | Космически полети на Ричард Алан Сеърфос | Космически полети на Ричард Алан Сеърфос |
| №                                                        | Дата                                     | КК                                       | Емблема на мисията                       | Функции                                  | Продължителност                          |                                          |
| -------------------------------------------------------- | ---------------------------------------- | ---------------------------------------- | ---------------------------------------- | ---------------------------------------- | ---------------------------------------- | ---------------------------------------- |
| 1                                                        | 18 октомври 1993                         | „Колумбия“, мисия STS-58                 |                                          | Пилот                                    | 14 денонощия 00 часа 12 мин. 32 сек.     |                                          |
| 2                                                        | 22 март 1996                             | „Атлантис“, мисия STS-76                 |                                          | Пилот                                    | 9 денонощия 05 часа 16 мин. 48 сек.      |                                          |
| 3                                                        | 17 април 1998                            | „Колумбия“, мисия STS-90                 |                                          | Командир                                 | 15 денонощия 21 часа 50 мин. 58 сек.     |                                          |
| Сумарно време в космоса – 39 дни 03 часа 18 мин. 18 сек. |                                          |                                          |                                          |                                          |                                          |                                          |

## Награди
- Медал за отлична служба;
- Летателен кръст за заслуги;
- Медал за похвална служба;
- Медал за похвала на USAF;
- Медал за национална отбрана;
- Медал на НАСА за участие в космически полет (3);
- Медал на НАСА за изключително лидерство;
- Медал на НАСА за изключителни заслуги.